# Martha Swatt-Robison
Pour les articles homonymes, voir Robison.
Martha Swatt-Robison est une athlète américaine née en 1962. Spécialiste de l'ultra-trail, elle a notamment remporté la Leadville Trail 100 en 1996 et la Wasatch Front 100 Mile Endurance Run en 1997.

## Résultats
| no  | féminin            | Course              | Longueur | Départ            | Temps            |
| --- | ------------------ | ------------------- | -------- | ----------------- | ---------------- |
| 24e | Médaille de bronze | Angeles Crest 100   | 100 mi   | 30 septembre 1995 | 25 h 06 min 00 s |
| 14e | Médaille d'or      | Leadville Trail 100 | 100 mi   | 24 août 1996      | 23 h 30 min 11 s |
| 9e  | Médaille de bronze | Old Dominion 100    | 100 mi   | 31 mai 1997       | 20 h 16 min 08 s |
| 10e | Médaille d'or      | Wasatch Front 100   | 100 mi   | 5 septembre 1997  | 23 h 42 min 00 s |